# Daniele Ranzoni
Daniele Giovanni Ranzoni (Intra, 3 dicembre 1843 – Intra, 20 ottobre 1889) è stato un pittore italiano, legato alla Scapigliatura.

## Biografia

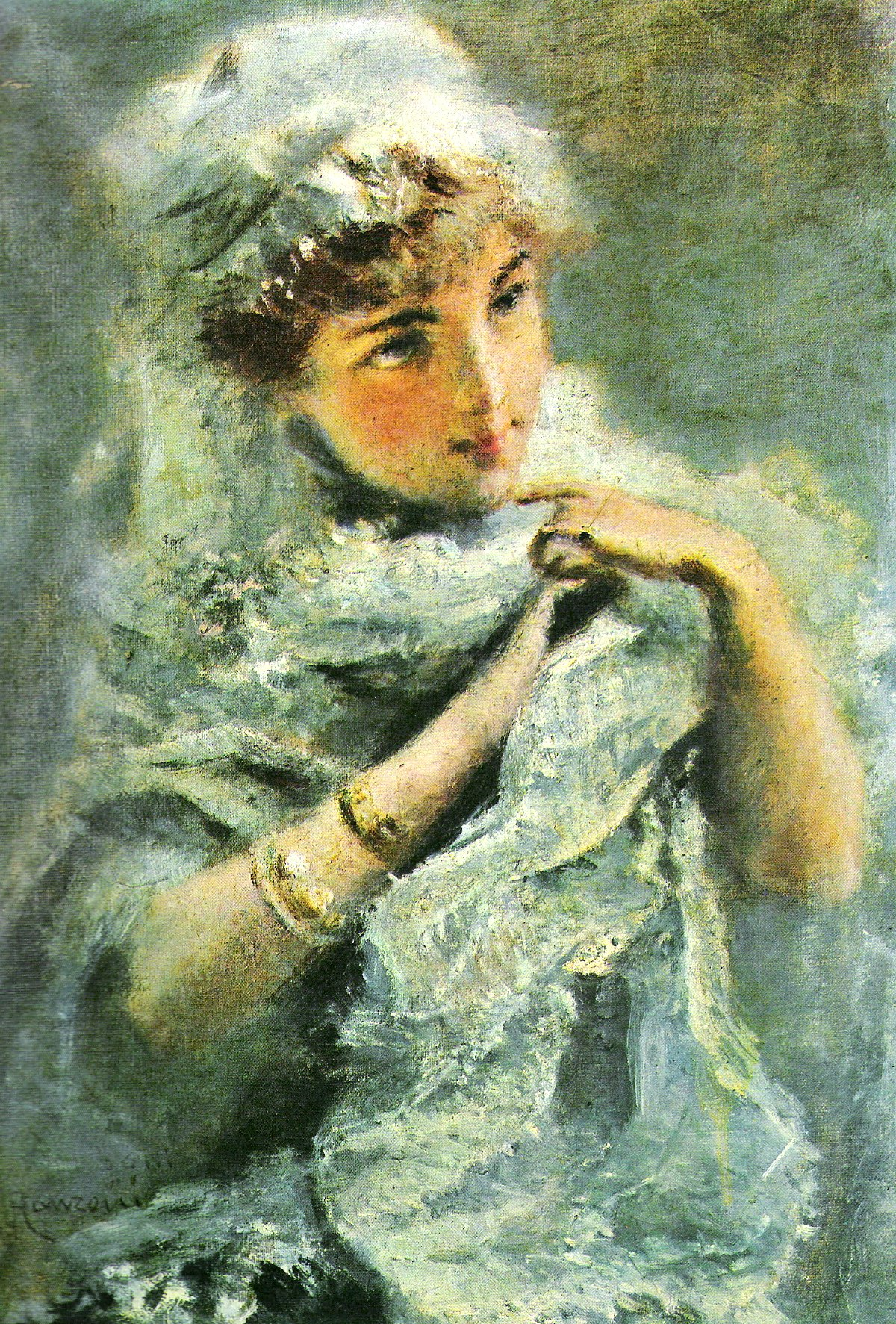
Giovinetta inglese, 1880

Nacque dal calzolaio Francesco Ranzoni e dall'ostetrica Elisabetta Franzosini.
Precoce talento artistico, studia privatamente disegno con il ferrarese Luigi Litta e in seguito, grazie a una borsa di studio elargita da imprenditori concittadini, frequenta i corsi di Giuseppe Sogni presso l'Accademia di Brera e 
successivamente (1859-1860) quelli dell'Accademia Albertina di Torino, concludendo gli studi di nuovo a Brera dove è allievo, 
con Mosè Bianchi e Tranquillo Cremona, della Scuola del Nudo di Giuseppe Bertini.
Il rientro a Intra, dove vive con i genitori Francesco ed Elisabetta Franzosini e i cinque fratelli, corrisponde a un periodo di intensa 
attività pittorica. Si afferma nel disegno e nella pittura, impostata sullo studio dal vero e l’uso di una tavolozza chiara, già espressiva di 
luminosità; fonda il Circolo dell’Armonia, primo gruppo Scapigliato dove si radunano giovani artisti, professionisti e intellettuali, come lui accaniti nel prendere di mira la rigidità borghese. 
Contemporaneamente, entra in contatto con il raffinato ambiente aristocratico del Lago Maggiore. 
In questo periodo, a partire dal 1862 (Ritratto di Agostino Rossi detto Tuffin) partecipa con frequenza alle mostre della Biennale di Venezia. 
Il 2 ottobre del 1868 il torrente San Bernardino allaga Intra; sconvolto dalla tragedia, Ranzoni torna a Milano con l’intenzione di arruolarsi nelle file garibaldine, ma l'amico Cremona lo dissuade e lo ospita. 
Il sodalizio produce una ricerca sulla pennellata e il cromatismo in cui Ranzoni, creatore della cosiddetta macchia scapigliata, è la forza motrice.
Insieme a Cremona, agli scultori Giuseppe Grandi e Medardo Rosso, Emilio Longoni, Filippo Carcano e Mosè Bianchi 
partecipa alla bohème milanese degli happenings di strada (intese come contestazioni dei valori borghesi d’impronta sabauda) dando vita alla Scapigliatura artistica, che conosce la sua età d’oro nel decennio 1870-1880. 
Nel 1872 è tra i firmatari per la costituzione della Famiglia Artistica Milanese e partecipa con nove opere alla mostra annuale di Brera; pur ufficialmente residente a Milano, dal 1873 al 1877 trascorre lunghi periodi ospite dei principi Troubetzkoy a Villa Ada di Ghiffa, sul Lago Maggiore: la Principessa Ada Troubetzkoy (nata Winans, cantante lirica americana) è la donna amata, che gli apre le porte della committenza internazionale altolocata, di casa sul Lago Maggiore. 
Presso la villa è maestro di belle arti dei suoi tre figli, immortalati in numerosi ritratti (I ragazzi Troubetzkoy con il cane): Paolo diventerà il celeberrimo scultore belle époque attivo anche in Russia, Luigi lavorerà come ingegnere e il pittore Pietro sposerà la scrittrice statunitense Amelie Rive, society painter. 
A Villa Ada dispone di un atelier dove può ricevere gli amici Scapigliati, fra i quali il musicista Alfredo Catalani, lo stesso Cremona Emilio Longoni, il politico Benedetto Cairoli, Eugenio Torelli Viollier, Eleonora Duse e gli editori Treves e i ritratti realizzati da lui in questa stagione felice rispecchiano un vitalismo appagato: materia più pastosa, scala cromatica di verdi, azzurri, rossi e ocra in una pennellata nervosa che descrive la forma. 
L’incanto termina quando, nel 1877, i tre ragazzi Troubetzkoy sono mandati in collegio a Milano e la sua presenza in villa non è più giustificata.
Ranzoni, pertanto, accetta un invito di Edmond Medlycott per l’Inghilterra, dove per quasi tre anni diventa il pittore della gentry, l'aristocrazia terriera e finanziaria e si trasferisce nel lusso dei manieri di campagna, nel Kent, nel Somerset e nello Shropshire, isolato e infelice malgrado i lauti compensi, che investe in una fallimentare attività di produzione di cappelli promossa a Intra dal fratello Remigio.

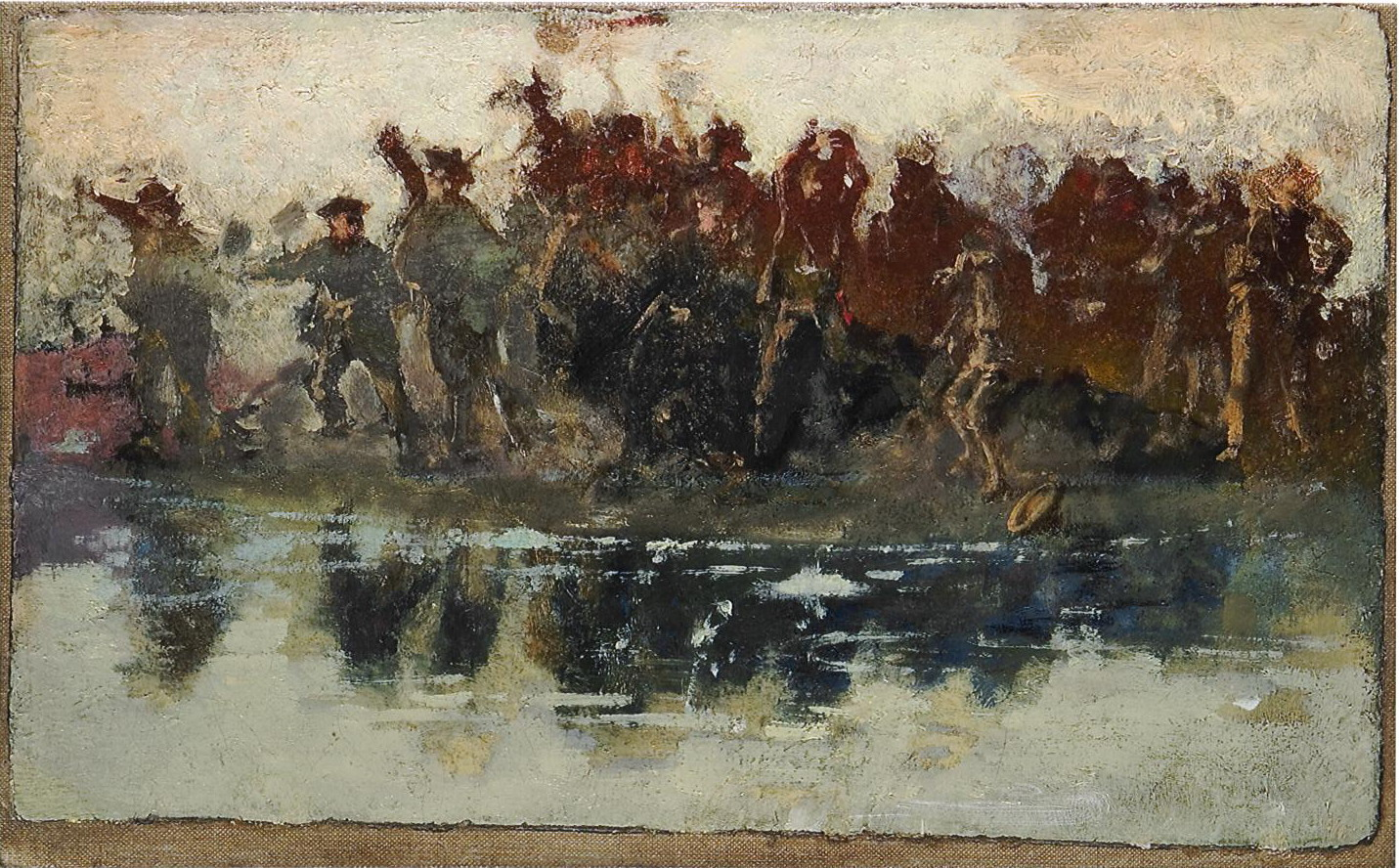
La sommossa, 1863/64

Nel 1879 rientra affrettatamente in Italia dopo il rifiuto di tre delle sue opere all’esposizione della Royal Academy di Londra, per dover prendere atto della fine del mondo che era stato il suo; a Milano, morto improvvisamente Cremona, la Scapigliatura vede la conclusione della sua esistenza e la crisi economica mondiale allontana mecenati e commissioni.
Villa Ada viene venduta e la separazione dei coniugi Troubetzkoy divide la famiglia dei suoi amati ex-allievi. 
Dal 1880 al 1885 Ranzoni vive comunque un periodo di intensa produzione, in cui il suo linguaggio si trasforma in un’estrema economia di mezzi, la materia si rarifica e la pennellata diventa più espressiva fino ad esser anticipatore della ritrattistica espressionista del XX secolo. 
Nel 1885 una grave crisi depressiva necessita un ricovero coatto della durata due mesi presso il manicomio di Novara: all’uscita dell’ospedale, è ospite alle isole di Brissago della Baronessa Antoinette de Saint Léger, nobile russa moglie del barone Richard Fleming, vivace e colta mecenate di artisti.
Il soggiorno (1885-1886) ridà intensità creativa a Ranzoni: per tre anni ancora produce sconvolgenti opere (Ascona vista dalle isole di Saint Leger, Ritratto del bambino William Morisetti, Giovinetta inglese), tra le più ammalianti della fine secolo.
Poi segue un periodo di disagio mentale e di isolamento dagli amici che logora progressivamente la sua energia psichica. 
Muore a Intra il 29 ottobre 1889: è sepolto nel cimitero di Intra.

## Stile
(Carlo Carrà, Revisioni critiche: Ranzoni, L’Ambrosiano, 23 luglio 1935)
La forte amicizia e comunione d'intenti con Tranquillo Cremona porta Ranzoni a essere identificato come il maggior esponente del movimento scapigliato, unitamente a Eugenio Gignous, Vespasiano Bignami, Luigi Conconi e Medardo Rosso, dopo una recente rivalutazione delle sue opere da parte della critica moderna. In particolare, Margherita Sarfatti e Ardengo Soffici lo valutano artisticamente superiore al Cremona
per merito della maggiore sensibilità e dell'interiorizzazione che infonde nei soggetti delle sue opere, oltre alla vitalità nel disegno e nel sapiente utilizzo delle luci che lo fanno accostare agli Impressionisti francesi.
(Margherita Sarfatti, Daniele Ranzoni, Reale Accademia d’Italia, Roma, 1935)
Dopo l'iniziale influenza del maestro Giuseppe Bertini (La preghiera del 1868), improntata sullo studio dei modelli rinascimentali e dall'estetismo di Antonio Fontanesi, sviluppa presto uno stile personale sulla base dello studio del cromatismo di Domenico Morelli e Federico Faruffini, della leggerezza di Piccio Carnovali e dell'amico Filippo Carcano (Effetto di sole del 1863), già evidenti in Bosco di Antoliva del 1867 che lo porta a realizzare ritratti pervasi di sensibilità ed estrema raffinatezza. 
Intorno al 1868 si orienta provvisoriamente verso una visione del ritratto ispirata a Rembrandt, caratterizzata fondi scuri e coloristica su volto e mani.
Il periodo trascorso come ospite di Villa Ada, il più produttivo della carriera artistica di Ranzoni, è contraddistinto da acceso colorismo, forte caratterizzazione psicologica dei soggetti ritratti resa mediante la tecnica dello sfumato e spiccata sensualità (Ritratto della principessa Ada Troubetzkoy).
L'ultima fase della sua vita, contraddistinta dalle pessime condizioni di salute fisica e mentale, ha tratti che anticipano i movimenti 
espressionisti, con opere povere di materia e creazioni astratte. 
Scarso frequentatore delle mostre allestite dalle Accademie ufficiali (partecipa solo a undici eventi), decide di privilegiare le relazioni con l’ambiente cosmopolita alto borghese che gravita intorno a Villa Ada, dei cui componenti esegue numerosi ritratti resi con colori tenui e sfumati che rendono l'opera pervasa da sensazioni malinconiche.

## Opere principali
- Fratello e sorella (1861), olio su tela, Galleria Giannoni, Novara;
- Roma o morte (1863-1864), olio su tela, collezione privata;
- Ritratto di giovane donna (1863-1864), olio su tela, Galleria Giannoni, Novara;
- Ritratto di Margherita Ceretti in Petroli (Zia Tin) (1864), olio su tela, collezione privata;
- I giocatori di morra (1864-1868), olio su stuoia, Museo del paesaggio, Verbania;
- Ritratto di giovane ragazza (1865), olio su tela, collezione privata;
- Beatrice Cenci che si scioglie i capelli al sole (Effetto di sole) (1867-1868), olio su tela, collezione privata;
- Bosco di Antoliva (1867-1868), olio su tela, Museo del paesaggio, Verbania[11];
- Ritratto di Achille Tominetti (1867-1870), olio su tela, collezione privata;
- La preghiera (1868), olio su tela, collezione privata;
- Ritratto di donna Maria Padulli in Greppi (1869), olio su tela, collezione privata;
- Ritratto di Margherita di Savoia (1870), olio su tela, Museo del paesaggio, Verbania[12];
- Ritratto della baronessa Francfort (1870-1876), olio su tela, Galleria d'Arte Moderna, Milano[13];
- Flora (La Fioraia) (1871), olio su tela, Villa Godi, Vicenza;
- I Pizzoni e il Sasso di Ferro visti da Villa Ada (Le montagne di Laveno) (1871), olio su tela, collezione privata;
- Ritratto di Aristide Nicò (1872), olio su tela, Galleria d'Arte Moderna, Milano;
- Veduta del lago Maggiore dalla villa di Ada Troubetzkoy (1872-1873), olio su tela, collezione privata[14];
- Ritratto di Margherita Villa bambina (1872-1873), olio su tela, Museo d'Arte Moderna e Contemporanea, Varese;
- Ritratto di Luigi Villa bambino (1872-1873), olio su tela, Museo d'Arte Moderna e Contemporanea, Varese[15];
- La villa del principe Dolgoroncki a Belgirate (1873), olio su tela, collezione privata;
- Gigi Troubetzkoy nella serra di Villa Ada a Ghiffa (1873-1874), olio su tela, collezione privata;
- I figli dei principi Troubetzkoy (I ragazzi Troubetzkoy col cane) (1874), olio su tela, Galleria d'Arte Moderna, Milano[16];
- Ritratto della Principessa Ada Troubetzkoy (1875), olio su tela, collezione privata;
- La principessa Ada Troubetzkoy con il figlio Luigi (1875), olio su tela, collezione privata;
- Ritratto della cantante Ravené (1875), olio su tela, Museo del Territorio biellese;
- Ritratto di Ettore Nicò (1875), olio su tela, Pinacoteca "I Divisionisti", Fondazione Cassa di Risparmio di Tortona[17];
- Ritratto femminile (1876-1877), olio su tela, Galleria d'Arte Moderna, Milano[18];
- Ritratto di Alessandro Orsenigo (1877), olio su tela, Museo del paesaggio, Verbania;
- Il Capitano Mervyn Bradford Medlycott (1877), olio su tela, collezione privata;
- I tre amici (Ritratto di Mary Frances e Ralph Plantagenet) (1878), olio su tela, collezione privata;
- I bambini Nevill (1878), olio su tela, collezione privata;
- Le tre figlie di Sir Richard Horner Paget (1878), olio su tela, collezione privata;
- Cagnolino bianco della principessa Troubetzkoy (1878-1879), olio su tela, Galleria Giannoni, Novara;
- Ritratto di Alfredo Catalani (1880-1885), olio su tela, Accademia Carrara, Bergamo[19];
- Ritratto della Signora Luigia Pisani Dossi Possenti, detta Gina (1880), olio su tela, collezione privata;
- Giovinetta inglese (1880), olio su tela, collezione privata;
- In contemplazione (1880), olio su tela, collezione privata;
- Giovinetta (1880), acquerello su carta, Pinacoteca Malaspina, Pavia[20]
- Ritratto di Giuseppina Lorioli Luvoni (1880), olio su tela, collezione privata;
- Ritratto di Orsola Biraghi Pavesi (1880), olio su tela, Galleria d'Arte Moderna, Milano
- Ritratto di Marta Bussi Rosnati (Ritratto della contessa Arrivabene) (1880), olio su tela, Galleria d'Arte Moderna, Milano[21];
- Ritratto di giovinetta (La signorina Vercesi) (1882), olio su tela, collezione privata;
- Ritratto di Mary Francfort (1882), olio su tela, Museo del paesaggio, Verbania
- Ritratto del bambino William Morisetti (Willy) (1885), olio su tela, collezione privata;
- Meditabonda (1885), olio su tela, Galleria Giannoni, Novara;
- Giovinetta in bianco (1885-1887), olio su tela, Galleria d'Arte Moderna, Milano[22];
- La principessa di Saint-Lèger sulla sedia a sdraio (1886), acquerello su cartoncino, collezione privata;
- Ritratto di Antonietta Tzikos di Saint Leger (1886), olio su tela, collezione privata[23];
- Giovinetta inglese (1886), olio su tela, collezione privata;
- Lago Maggiore dalle Isole St. Leger (1886), olio su tela, collezione privata;
- Ritratto del bambino Riccardo Borioli (1887), olio su tela, Museo del paesaggio, Verbania[24];
- Ritratto della Signora Tonazzi, (1889), olio su tela, collezione privata;
- Due ragazze (non datato), olio su tela, Museo del paesaggio, Verbania.

## Riconoscimenti
Con la delibera n. 385 del 18 novembre 1926 il comune di Novara gli ha intitolato una via nel quartiere Sacro Cuore, precedentemente nota come strada delle Grotte.